# Волкова, Ливия
Ли́вия Во́лкова (латыш. Līvija Volkova; род. 9 июня 1931, Рига) — латвийский литературовед.
Родилась в семье адвоката, который после присоединения Латвии к Советскому Союзу был в 1941 году репрессирован и погиб в Сибири. Окончила факультет химии и естествознания Рижского педагогического института (1955), десять лет преподавала химию (в средней школе в Сабиле, затем в вечерней школе в Риге). В 1966—1986 годах работала в Музее истории литературы и искусства, домах-музеях Эдуарда Вейденбаума, Рудольфа Блауманиса, Андрея Упита. В 1971 году окончила заочное отделение филологического факультета Латвийского государственного университета.
В 1979 году опубликовала монографию «Эдуард Вейденбаум. Проблемы. Решения. Гипотезы» (латыш. Eduards Veidenbaums. Problēmas. Risinājumi. Hipotēzes). В дальнейшем на протяжении многих лет изучала жизнь и творчество другого латышского национального классика, Рудольфа Блауманиса. В 1988 г. выпустила первый том своего монографического исследования под названием «Становление: Рудольфс Блауманис в литературных и исторических контекстах до 1893 г. с отступлениями до 1908 г.» (латыш. Tapšana: Rūdolfs Blaumanis literāros un vēsturiskos kontekstos līdz 1893. gadam ar atkāpēm līdz 1908. gadam); второй том, «В зрелые годы» (латыш. Pilnbriedā), был впервые опубликован в 1999 году в девятом томе собрания сочинений Блауманиса, над которым Волкова работала. В 2008 году опубликовала значительно переработанный труд «Золото Блауманиса: писатель в своём времени, трудах и людях» (латыш. Blaumaņa zelts: rakstnieks savā laikā, darbos un cilvēkos), за которым последовала книга «Рудольфс Блауманис раскрывает себя. Писатели и его адресаты в письмах и комментариях» (латыш. Rūdolfa Blaumaņa pašatklāsme. Rakstnieks un viņa adresāti vēstulēs un komentāros). Среди научных заслуг Волковой — изучение места Блауманиса на пересечении двух существовавших в Латвии рубежа XIX—XX веков культур, латышской и немецкой. С предисловиями Волковой вышли несколько изданий Блауманиса и Вейденбаума, а также книги Яниса Гресте, Яниса Пурапуке.
Награждена офицерским крестом Орденом Трёх звёзд (2000). В 2018 году удостоена Годовой премии латвийской литературы.